# سالي إيمرسون
سالي إيمرسون (بالإنجليزية: Sally Emerson)‏ (16 ديسمبر 1954)؛ كاتِبة وروائية بريطانية.